# Qualifications du Championnat d'Europe féminin de hockey sur gazon 2023
Navigation
2025
Les Qualifications du Championnat d'Europe féminin de hockey sur gazon 2023 sera une série de 4 épreuves de qualification pour le Championnat d'Europe 2023 à Mönchengladbach. Les tournois se dérouleront en Angleterre, en Irlande, en Lituanie et en France du 15 au 27 août 2022.
La meilleure équipe de chaque tournoi se qualifiera pour le Championnat d'Europe. Les deuxième et troisième équipes classées de chaque groupe passeront au championnat II, les équipes restantes se qualifiant pour le championnat III.

## Équipes qualifiées
Toutes les équipes éligibles des éditions 2021 des Championnats d'Europe II et III participeront, ainsi que les quatre équipes les moins bien classées des Championnats d'Europe.
| Événement     | Dates             | Lieu      | Quotas | Qualifiés                                                         |
| ------------- | ----------------- | --------- | ------ | ----------------------------------------------------------------- |
| Pays hôte     | 11 novembre 2021  | Bruxelles | 4      | Angleterre (4) Irlande (13) Lituanie (49) France (25)             |
| Euro 2021     | 5 - 13 juin 2021  | Amsterdam | 2      | Écosse (17) Italie (18)                                           |
| Euro II 2021  | 15 - 21 août 2021 | Prague    | 4      | Pologne (27) Pays de Galles (24) Tchéquie (23) Autriche (31)      |
| Euro III 2021 | 1er - 7 août 2021 | Lipovci   | 5      | Ukraine (28) Suisse (40) Turquie (33) Croatie (47) Slovaquie (62) |
| Total         | Total             | Total     | 15     |                                                                   |

## Qualificatif A
Toutes les heures correspondent à l'heure d'été du Royaume-Uni (UTC+1)

### Classement
| Rang | Équipe         | J | V | N | P | BP | BC | Diff | Pts | Qualification       |
| ---- | -------------- | - | - | - | - | -- | -- | ---- | --- | ------------------- |
| 1    | Angleterre     | 3 | 3 | 0 | 0 | 29 | 0  | +29  | 9   | EuroHockey 2023     |
| 2    | Pays de Galles | 3 | 2 | 0 | 1 | 17 | 3  | +14  | 6   | EuroHockey II 2023  |
| 3    | Slovaquie      | 3 | 0 | 1 | 2 | 2  | 22 | -20  | 1   | EuroHockey II 2023  |
| 4    | Croatie        | 3 | 0 | 1 | 2 | 2  | 25 | -23  | 1   | EuroHockey III 2023 |

Source: FIH
En cas d'égalité de points de plusieurs équipes à l'issue des matchs de poule, les critères suivants sont appliqués dans l'ordre indiqué pour établir leur classement:
1. Points,
2. Matchs gagnés,
3. Différence de buts,
4. Buts pour,
5. Plus grand nombre de points obtenus dans les matchs de poule disputés entre les équipes concernées,
6. Buts en plein jeu pour.

### Rencontres
| Match 1            | Pays de Galles                                                                                      | 9 - 0   | Slovaquie |                                          |                                          |
| 25 août 2022 17h15 | Laity 6e · Webb 7e, 13e · Hughes 10e, 49e · Westwood 19e · Goodman 41e · Wilkinson 52e · Howell 56e | (5 - 0) |           | Arbitrage : Magali Sergeant Alison Keogh | Arbitrage : Magali Sergeant Alison Keogh |
| 25 août 2022 17h15 | Rapport                                                                                             |         |           | Arbitrage : Magali Sergeant Alison Keogh | Arbitrage : Magali Sergeant Alison Keogh |

| Match 2            | Angleterre | 15 - 0  | Croatie |                                              |                                              |
| 25 août 2022 19h30 | Martin 5e, 14e, 30e, 34e · Balsdon 9e · Howard 12e, 45e · Ansley 15e, 29e · Hamilton 22e · Rayer 31e, 35e · Petter 33e · Owsley 37e · Toman 55e | (8 - 0) |         | Arbitrage : Gema Calderon Vilma Bagdanskiene | Arbitrage : Gema Calderon Vilma Bagdanskiene |
| 25 août 2022 19h30 | Rapport |         |         | Arbitrage : Gema Calderon Vilma Bagdanskiene | Arbitrage : Gema Calderon Vilma Bagdanskiene |

| Match 3            | Croatie           | 2 - 2   | Slovaquie                   |                                        |                                        |
| 27 août 2022 10h45 | Petretić 22e, 26e | (2 - 1) | 15e Ristová · 45e Chebenova | Arbitrage : Gema Calderon Alison Keogh | Arbitrage : Gema Calderon Alison Keogh |
| 27 août 2022 10h45 | Rapport           |         |                             | Arbitrage : Gema Calderon Alison Keogh | Arbitrage : Gema Calderon Alison Keogh |

| Match 4            | Angleterre                            | 3 - 0   | Pays de Galles |                                                 |                                                 |
| 27 août 2022 13h00 | Balsdon 23e · Howard 42e · Martin 57e | (1 - 0) |                | Arbitrage : Lorijn de Kraker Vilma Bagdanskiene | Arbitrage : Lorijn de Kraker Vilma Bagdanskiene |
| 27 août 2022 13h00 | Rapport                               |         |                | Arbitrage : Lorijn de Kraker Vilma Bagdanskiene | Arbitrage : Lorijn de Kraker Vilma Bagdanskiene |

| Match 5            | Pays de Galles                                                                                  | 8 - 0   | Croatie |                                           |                                           |
| 28 août 2022 10h45 | Wilkinson 2e · French 13e · Munro 17e · Jones 19e · Hughes 20e · Hoskins 38e, 52e · Goodman 58e | (5 - 0) |         | Arbitrage : Lorijn de Kraker Alison Keogh | Arbitrage : Lorijn de Kraker Alison Keogh |
| 28 août 2022 10h45 | Rapport                                                                                         |         |         | Arbitrage : Lorijn de Kraker Alison Keogh | Arbitrage : Lorijn de Kraker Alison Keogh |

| Match 6            | Angleterre | 11 - 0  | Slovaquie |                                           |                                           |
| 28 août 2022 13h00 | Howard 4e · Peel 14e · Owsley 19e · Hamilton 20e, 49e · Martin 23e, 56e · Rayer 35e · Balsdon 36e · Crackles 40e · Pearne-Webb 58e | (5 - 0) |           | Arbitrage : Magali Sergeant Gema Calderon | Arbitrage : Magali Sergeant Gema Calderon |
| 28 août 2022 13h00 | Rapport |         |           | Arbitrage : Magali Sergeant Gema Calderon | Arbitrage : Magali Sergeant Gema Calderon |

## Qualificatif B
Toutes les heures correspondent à l'heure d'été d'Europe de l'Ouest (UTC+1)

### Classement
| Rang | Équipe   | J | V | N | P | BP | BC | Diff | Pts | Qualification       |
| ---- | -------- | - | - | - | - | -- | -- | ---- | --- | ------------------- |
| 1    | Irlande  | 3 | 3 | 0 | 0 | 11 | 0  | +11  | 9   | EuroHockey 2023     |
| 2    | Tchéquie | 3 | 1 | 1 | 1 | 2  | 2  | 0    | 4   | EuroHockey II 2023  |
| 3    | Pologne  | 3 | 1 | 0 | 2 | 2  | 4  | -2   | 3   | EuroHockey II 2023  |
| 4    | Turquie  | 3 | 0 | 1 | 2 | 1  | 10 | -9   | 1   | EuroHockey III 2023 |

Source: FIH
En cas d'égalité de points de plusieurs équipes à l'issue des matchs de poule, les critères suivants sont appliqués dans l'ordre indiqué pour établir leur classement:
1. Points,
2. Matchs gagnés,
3. Différence de buts,
4. Buts pour,
5. Plus grand nombre de points obtenus dans les matchs de poule disputés entre les équipes concernées,
6. Buts en plein jeu pour.

### Rencontres
| Match 1            | Tchéquie       | 1 - 1   | Turquie      |                                              |                                              |
| 18 août 2022 17h15 | Mejzlikova 55e | (0 - 0) | 36e Küçükkoç | Arbitrage : Laurine Delforge Caroline Ellice | Arbitrage : Laurine Delforge Caroline Ellice |
| 18 août 2022 17h15 | Rapport        |         |              | Arbitrage : Laurine Delforge Caroline Ellice | Arbitrage : Laurine Delforge Caroline Ellice |

| Match 2            | Irlande                   | 3 - 0   | Pologne |                                               |                                               |
| 18 août 2022 19h30 | Duke 19e · Upton 23e, 59e | (2 - 0) |         | Arbitrage : Rebecca Woodcock Ilaria Amorosini | Arbitrage : Rebecca Woodcock Ilaria Amorosini |
| 18 août 2022 19h30 | Rapport                   |         |         | Arbitrage : Rebecca Woodcock Ilaria Amorosini | Arbitrage : Rebecca Woodcock Ilaria Amorosini |

| Match 3            | Pologne                 | 2 - 0   | Turquie | Sport Ireland Campus, Dublin               |                                            |
| 20 août 2022 10h45 | Drozda 2e · Rybacha 32e | (1 - 0) |         | Arbitrage : Laurine Delforge Clare Barwood | Arbitrage : Laurine Delforge Clare Barwood |
| 20 août 2022 10h45 | Rapport                 |         |         | Arbitrage : Laurine Delforge Clare Barwood | Arbitrage : Laurine Delforge Clare Barwood |

| Match 4            | Irlande    | 1 - 0   | Tchéquie |                                              |                                              |
| 20 août 2022 13h00 | Mullan 21e | (1 - 0) |          | Arbitrage : Rebecca Woodcock Caroline Ellice | Arbitrage : Rebecca Woodcock Caroline Ellice |
| 20 août 2022 13h00 | Rapport    |         |          | Arbitrage : Rebecca Woodcock Caroline Ellice | Arbitrage : Rebecca Woodcock Caroline Ellice |

| Match 5            | Tchéquie    | 1 - 0   | Pologne |                                               |                                               |
| 21 août 2022 10h45 | Smidova 24e | (1 - 0) |         | Arbitrage : Laurine Delforge Ilaria Amorosini | Arbitrage : Laurine Delforge Ilaria Amorosini |
| 21 août 2022 10h45 | Rapport     |         |         | Arbitrage : Laurine Delforge Ilaria Amorosini | Arbitrage : Laurine Delforge Ilaria Amorosini |

| Match 6            | Irlande                                                                                     | 7 - 0   | Turquie |                                            |                                            |
| 21 août 2022 13h00 | M. Carey 16e · Carroll 18e · McKee 24e · N. Carey 31e · Duke 34e · Upton 44e · Hawkshaw 54e | (3 - 0) |         | Arbitrage : Rebecca Woodcock Clare Barwood | Arbitrage : Rebecca Woodcock Clare Barwood |
| 21 août 2022 13h00 | Rapport                                                                                     |         |         | Arbitrage : Rebecca Woodcock Clare Barwood | Arbitrage : Rebecca Woodcock Clare Barwood |

## Qualificatif C
Toutes les heures correspondent à l'heure d'été d'Europe de l'Est (UTC+3)

### Tour préliminaire

#### Classement
| Rang | Équipe   | J | V | N | P | BP | BC | Diff | Pts | Qualification |
| ---- | -------- | - | - | - | - | -- | -- | ---- | --- | ------------- |
| 1    | Italie   | 2 | 2 | 0 | 0 | 16 | 1  | +15  | 6   | Finale        |
| 2    | Ukraine  | 2 | 1 | 0 | 1 | 4  | 7  | -3   | 3   | Finale        |
| 3    | Lituanie | 2 | 0 | 0 | 1 | 0  | 12 | -12  | 0   |               |

Source: FIH
En cas d'égalité de points de plusieurs équipes à l'issue des matchs de poule, les critères suivants sont appliqués dans l'ordre indiqué pour établir leur classement:
1. Points,
2. Matchs gagnés,
3. Différence de buts,
4. Buts pour,
5. Plus grand nombre de points obtenus dans les matchs de poule disputés entre les équipes concernées,
6. Buts en plein jeu pour.

#### Rencontres
| Match 1            | Lituanie | 0 - 9   | Italie                                                                                                  |                                            |                                            |
| 17 août 2022 18h15 |          | (0 - 3) | 13e Pastor · 25e De Biase · 28e Carta · 38e, 60e Moroni · 39e, 48e Laurito · 45e A. Oviedo · 48e Machin | Arbitrage : Sophie Bockelmann Liz Clifford | Arbitrage : Sophie Bockelmann Liz Clifford |
| 17 août 2022 18h15 | Rapport  |         | | Arbitrage : Sophie Bockelmann Liz Clifford | Arbitrage : Sophie Bockelmann Liz Clifford |

| Match 2            | Italie                                                                                | 7 - 1   | Ukraine     |                                                    |                                                    |
| 18 août 2022 16h00 | Pessina 5e · Moroni 25e · Carta 37e · Maldonado 44e · De Biase 49e, 60e · Lautaro 60e | (2 - 0) | 57e Leonova | Arbitrage : Céline Martin-Schmets Toni-Lee Lambert | Arbitrage : Céline Martin-Schmets Toni-Lee Lambert |
| 18 août 2022 16h00 | Rapport                                                                               |         |             | Arbitrage : Céline Martin-Schmets Toni-Lee Lambert | Arbitrage : Céline Martin-Schmets Toni-Lee Lambert |

| Match 3            | Lituanie | 0 - 3   | Ukraine                                   |                                           |                                           |
| 19 août 2022 14h00 |          | (0 - 1) | 24e Moroz · 35e Ponomarenko · 57e Leonova | Arbitrage : Liz Clifford Toni-Lee Lambert | Arbitrage : Liz Clifford Toni-Lee Lambert |
| 19 août 2022 14h00 | Rapport  |         |                                           | Arbitrage : Liz Clifford Toni-Lee Lambert | Arbitrage : Liz Clifford Toni-Lee Lambert |

### Finale
| Match 4            | Italie     | 1 - 0   | Ukraine |                                                     |                                                     |
| 20 août 2022 12h00 | Machin 30e | (1 - 0) |         | Arbitrage : Sophie Bockelmann Céline Martin-Schmets | Arbitrage : Sophie Bockelmann Céline Martin-Schmets |
| 20 août 2022 12h00 | Rapport    |         |         | Arbitrage : Sophie Bockelmann Céline Martin-Schmets | Arbitrage : Sophie Bockelmann Céline Martin-Schmets |

### Classement final
| Rang | Équipe   | J | V | N | P | BP | BC | Diff | Pts | Qualification      |
| ---- | -------- | - | - | - | - | -- | -- | ---- | --- | ------------------ |
| 1    | Italie   | 3 | 3 | 0 | 0 | 17 | 1  | +16  | 9   | EuroHockey 2023    |
| 2    | Ukraine  | 3 | 1 | 0 | 2 | 4  | 8  | -4   | 3   | EuroHockey II 2023 |
| 3    | Lituanie | 2 | 0 | 0 | 2 | 0  | 12 | -12  | 0   | EuroHockey II 2023 |

### Récompenses
Les prix suivants ont été remis à la fin du tournoi:
| Meilleur joueur | Meilleur gardien de but | Meilleur buteur                            |
| --------------- | ----------------------- | ------------------------------------------ |
| Federica Carta  | Luka Žiaubrytė          | Agurda Moroni Pilar de Biase Sofia Lautaro |

## Qualificatif D
Toutes les heures correspondent à l'heure d'été d'Europe centrale (UTC+2)

### Classement
| Rang | Équipe   | J | V | N | P | BP | BC | Diff | Pts | Qualification       |
| ---- | -------- | - | - | - | - | -- | -- | ---- | --- | ------------------- |
| 1    | Écosse   | 3 | 3 | 0 | 0 | 10 | 2  | +8   | 9   | EuroHockey 2023     |
| 2    | France   | 3 | 2 | 0 | 1 | 6  | 2  | +4   | 6   | EuroHockey II 2023  |
| 3    | Autriche | 3 | 1 | 0 | 2 | 3  | 8  | -5   | 3   | EuroHockey II 2023  |
| 4    | Suisse   | 3 | 0 | 0 | 3 | 2  | 9  | -7   | 0   | EuroHockey III 2023 |

Source: FIH
En cas d'égalité de points de plusieurs équipes à l'issue des matchs de poule, les critères suivants sont appliqués dans l'ordre indiqué pour établir leur classement:
1. Points,
2. Matchs gagnés,
3. Différence de buts,
4. Buts pour,
5. Plus grand nombre de points obtenus dans les matchs de poule disputés entre les équipes concernées,
6. Buts en plein jeu pour.

### Rencontres
| Match 1            | France                     | 2 - 0   | Suisse |                                      |                                      |
| 24 août 2022 16h00 | Lhopital 24e · Verzura 43e | (1 - 0) |        | Arbitrage : Sandra Adell Katie Howie | Arbitrage : Sandra Adell Katie Howie |
| 24 août 2022 16h00 | Rapport                    |         |        | Arbitrage : Sandra Adell Katie Howie | Arbitrage : Sandra Adell Katie Howie |

| Match 2            | Écosse                                             | 4 - 0   | Autriche |                                           |                                           |
| 24 août 2022 18h15 | Costello 3e · Eadie 9e · Burnet 26e · Jamieson 46e | (3 - 0) |          | Arbitrage : Ellie Duffy Kamile Mockaityté | Arbitrage : Ellie Duffy Kamile Mockaityté |
| 24 août 2022 18h15 | Rapport                                            |         |          | Arbitrage : Ellie Duffy Kamile Mockaityté | Arbitrage : Ellie Duffy Kamile Mockaityté |

| Match 3            | France  | 0 - 2   | Écosse                  |                                          |                                          |
| 25 août 2022 17h00 |         | (0 - 0) | 35e Burnet · 45e McEwan | Arbitrage : Rachel Williams Sandra Adell | Arbitrage : Rachel Williams Sandra Adell |
| 25 août 2022 17h00 | Rapport |         |                         | Arbitrage : Rachel Williams Sandra Adell | Arbitrage : Rachel Williams Sandra Adell |

| Match 4            | Autriche                      | 3 - 0   | Suisse |                                         |                                         |
| 26 août 2022 13h00 | Proksch 9e · Laginja 37e, 49e | (1 - 0) |        | Arbitrage : Rachel Williams Katie Howie | Arbitrage : Rachel Williams Katie Howie |
| 26 août 2022 13h00 | Rapport                       |         |        | Arbitrage : Rachel Williams Katie Howie | Arbitrage : Rachel Williams Katie Howie |

| Match 5            | Écosse                                               | 4 - 2   | Suisse                     |                                            |                                            |
| 27 août 2022 10h30 | Burnet 17e · Shields 28e · McEwan 29e · Jamieson 30e | (4 - 0) | 44e Fontana · 46e Triebold | Arbitrage : Sandra Adell Kamile Mockaityté | Arbitrage : Sandra Adell Kamile Mockaityté |
| 27 août 2022 10h30 | Rapport                                              |         |                            | Arbitrage : Sandra Adell Kamile Mockaityté | Arbitrage : Sandra Adell Kamile Mockaityté |

| Match 6            | France                                                | 4 - 0   | Autriche |                                         |                                         |
| 27 août 2022 12h45 | Lhopital 10e · Gaspari 24e · Arnaud 52e · Varoqui 52e | (2 - 0) |          | Arbitrage : Rachel Williams Ellie Duffy | Arbitrage : Rachel Williams Ellie Duffy |
| 27 août 2022 12h45 | Rapport                                               |         |          | Arbitrage : Rachel Williams Ellie Duffy | Arbitrage : Rachel Williams Ellie Duffy |

### Récompenses
Les prix suivants ont été remis à la fin du tournoi:
| Meilleur joueur | Meilleur gardien de but | Meilleur buteur |
| --------------- | ----------------------- | --------------- |
| Amy Costello    | Fazis Ursina            | Fiona Burnet    |